# Kanton Saint-Pierre-le-Moûtier
Der Kanton Saint-Pierre-le-Moûtier ist seit 1790 ein französischer Wahlkreis im Arrondissement Nevers, im Département Nièvre und in der Region Bourgogne-Franche-Comté; sein Hauptort ist Saint-Pierre-le-Moûtier.

## Gemeinden
Der Kanton besteht aus 17 Gemeinden mit insgesamt 9802 Einwohnern (Stand: 1. Januar 2022) auf einer Gesamtfläche von 519,24 km²:
| Gemeinde                       | Einwohner 1. Januar 2022 | Fläche km² | Dichte Einw./km² | Code INSEE | Postleitzahl |
| ------------------------------ | ------------------------ | ---------- | ---------------- | ---------- | ------------ |
| Avril-sur-Loire                | 247                      | 24,86      | 10               | 58020      | 58300        |
| Azy-le-Vif                     | 195                      | 46,90      | 4                | 58021      | 58240        |
| Chantenay-Saint-Imbert         | 1.090                    | 41,69      | 26               | 58057      | 58240        |
| Chevenon                       | 632                      | 32,94      | 19               | 58072      | 58160        |
| Dornes                         | 1.458                    | 39,49      | 37               | 58104      | 58390        |
| Fleury-sur-Loire               | 228                      | 19,74      | 12               | 58115      | 58240        |
| Langeron                       | 343                      | 20,26      | 17               | 58138      | 58240        |
| Livry                          | 646                      | 27,62      | 23               | 58144      | 58240        |
| Luthenay-Uxeloup               | 607                      | 37,69      | 16               | 58148      | 58240        |
| Mars-sur-Allier                | 300                      | 20,93      | 14               | 58158      | 58240        |
| Neuville-lès-Decize            | 211                      | 26,74      | 8                | 58192      | 58300        |
| Saint-Parize-en-Viry           | 139                      | 15,51      | 9                | 58259      | 58300        |
| Saint-Parize-le-Châtel         | 1.216                    | 49,11      | 25               | 58260      | 58490        |
| Saint-Pierre-le-Moûtier        | 1.828                    | 47,67      | 38               | 58264      | 58240        |
| Toury-Lurcy                    | 406                      | 25,54      | 16               | 58293      | 58300        |
| Toury-sur-Jour                 | 124                      | 24,40      | 5                | 58294      | 58240        |
| Tresnay                        | 132                      | 18,15      | 7                | 58296      | 58240        |
| Kanton Saint-Pierre-le-Moûtier | 9.802                    | 519,24     | 19               | 5816       | –            |

Bis zur landesweiten Neuordnung der französischen Kantone im März 2015 gehörten zum Kanton Saint-Pierre-le-Moûtier die acht Gemeinden Azy-le-Vif, Chantenay-Saint-Imbert, Langeron, Livry, Luthenay-Uxeloup, Mars-sur-Allier, Saint-Parize-le-Châtel und Saint-Pierre-le-Moûtier. Sein Zuschnitt entsprach einer Fläche von 291,87 km2. Er besaß vor 2015 einen anderen INSEE-Code als heute, nämlich 5822.

## Bevölkerungsentwicklung
| Jahr                       | 1962 | 1968 | 1975 | 1982 | 1990 | 1999 | 2006 |
| Einwohner                  | 6869 | 7149 | 6732 | 6355 | 6409 | 6487 | 6689 |
| Quellen: Cassini und INSEE |      |      |      |      |      |      |      |